# Врт Финци-Континијевих (филм)
 „Врт Финци-Континијевих“ (итал. Il giardino dei Finzi-Contini) италијанска је филмска драма из 1970. у режији Виторија де Сике са Лином Каполикиом, Доминик Санда, Хелмутом Бергером и Фабиом Тестијем у главним улогама. Сценарио, заснован на истоименом роману Ђорђа Басанија, написали су Виторио Боничели и Уго Пиро. Радња смештена у Ферару тридесетих година 20. века приказује младе Јевреје, окупљене у врту Финци-Континијевих, где покушавају да не мисле на све опаснију антисемитску стварност фашистичке Италије.
Филм је премијерно приказан на 21. Берлинском филмском фестивалу 1971, где је освојио Златног медведа за најбољи филм. Исте године награђен је и Оскаром за најбољи филм ван енглеског говорног подручја. „Врт Финци-Континијевих“ је био Де Сикин велики повратак, пошто од Брака на италијански начин (1964) није успевао да сними запаженији филм. Упркос великом успеху и релативно верној адаптацији, Ђорђо Басани, по чијем је роману снимљен, није био задовољан филмском екранизацијом и од ње се дистанцирао, незадовољан тиме што је однос Микол и Малнатеа у филму приказан сексуално експлицитно.

## Улоге
| Глумац          | Улога                 |
| --------------- | --------------------- |
| Лино Каполикио  | Ђорђо                 |
| Доминик Санда   | Микол Финци-Контини   |
| Хелмут Бергер   | Алберто Финци-Контини |
| Фабио Тести     | Бруно Малнате         |
| Ромоло Вали     | Ђорђов отац           |
| Барбара Пилавин | Ђорђова мајка         |